# Антипов Олександр Іванович
Антипов Олександр Іванович — (1824–1887) — гірничий інженер, поручник. Розвідував рудні родовища Оренбурзької губернії. Очолював Каратауську експедицію, в якій брав участь Тарас Шевченко (з 28 травня по 7 вересня 1851).
Знаючи, що Шевченкові суворо заборонено малювати, Антипов, проте, не чинив йому перешкод, чим сприяв створенню Шевченкових «живописних щоденників» про дослідження доти невідомого краю. У листах до Броніслава Залеського поет згадував про похід у гори Каратау й Антипова як начальника експедиції.